# Pushcart Prize
Pushcart Prize är ett amerikanskt litteraturpris som delas ut för bästa "poesi, noveller, essäer eller litterära vad-som-helst", som har publicerats i mindre tidningar under föregångna året. Utgivare av magasin och mindre bokförläggare kan nominera upp till sex verk som de har givit ut. Antologier av de utvalda verken har publicerats årligen sedan 1976.
De utgivare som skapade priset var bland andra Anaïs Nin, Buckminster Fuller, Charles Newman, Daniel Halpern, Gordon Lish, Harry Smith, Hugh Fox, Ishmael Reed, Joyce Carol Oates, Len Fulton, Leonard Randolph, Leslie Fiedler, Nona Balakian, Paul Bowles, Paul Engle, Ralph Ellison, Reynolds Price, Rhoda Schwartz, Richard Morris, Ted Wilentz, Tom Montag, och William Phillips.
Bland de som fått erkännande för sina verk som givits ut i prisantologierna återfinns bland andra: Kathy Acker, Steven Barthelme, Rick Bass, Charles Baxter, Bruce Boston, Raymond Carver, Joshua Clover, Junot Diaz, Andre Dubus, William H. Gass, Seán Mac Falls, William Monahan, Paul Muldoon, Joyce Carol Oates,  Tim O'Brien, Lance Olsen, Peter Orner, Kevin Prufer, Kay Ryan, Mona Simpson, Ana Menéndez och Wells Tower.